# Cmentarz mariawicki w Dobrej
Cmentarz mariawicki w Dobrej – założony na początku XX wieku, cmentarz Kościoła Starokatolickiego Mariawitów położony we wsi Dobra, na terenie parafii mariawickiej w Dobrej.
Początki mariawityzmu, a także parafii w Dobrej wiążą się z osobą księdza Pawła Skolimowskiego, który jako kapłan mariawita przyjął imię zakonne Maria Dominik. W latach 1903–1906 był proboszczem w parafii rzymskokatolickiej w Dobrej. Ksiądz Dominik Skolimowski (będąc jeszcze proboszczem parafii rzymskokatolickiej) w 1905 zakończył budowę kościoła w Dobrej. 28 listopada 1906 mariawici decyzją władz carskich zostali zmuszeni do opuszczenia kościoła. W tej sytuacji mariawici dobrscy 2 sierpnia 1907 poświęcili fundamenty pod budowę nowego kościoła. Został on zlokalizowany także w Dobrej, w odległości 1 km od poprzedniego kościoła rzymskokatolickiego. Za kościołem w niedalekiej odległości ulokowano cmentarz parafialny. W 1996 nekropolia przeszła gruntowny remont polegający na budowę alejek cmentarnych i drogi dojazdowej.
Na cmentarzu mariawicki pochowani są m.in.:
- bp Antoni Maria Roman Nowak (1931–2013) – biskup mariawicki, w latach 1983–1992 ordynariusz diecezji lubelsko-podlaskiej Kościoła Starokatolickiego Mariawitów w RP;
- kapł. Paweł Maria Dominik Skolimowski (1864–1921) – założyciel parafii mariawickiej w Dobrej;
- Stanisław Skudlarski – żołnierz Wojska Polskiego, bohater Bitwy pod Monte Casino.